# Dinotrema fulvicorne
Dinotrema fulvicorne är en stekelart som först beskrevs av Alexander Henry Haliday 1838.  Dinotrema fulvicorne ingår i släktet Dinotrema och familjen bracksteklar. Inga underarter finns listade i Catalogue of Life.